# ヴィッキー・チャオ
ヴィッキー・チャオ（趙薇、Vicki Zhao、1976年3月12日 - ）は、中華人民共和国の女優、映画監督、映画プロデューサー、歌手。北京電影学院卒業。身長166センチメートル。愛称は『還珠姫〜プリンセスのつくりかた〜』のときに演じた役名から「小燕子」（シャオイェンツー）と呼ばれている。2013年、初監督作の『So Young〜過ぎ去りし青春に捧ぐ〜』の興行収入が7.26億元を超え、中国興行収入の最高記録を持つ女性監督になった。

## 経歴
- 1976年3月12日 - 安徽省蕪湖市に誕生する。
- 1994年 - 蕪湖師範学校3年生の時、黄蜀芹監督、コン・リー主演の映画『画魂 愛、いつまでも』で無名の役を演じた。同年卒業後、中国第3世代の監督の謝晋が開校した謝晋恒通明星学校（現在の上海師範大学謝晋影視芸術学院（中国語版））に入学。同校の第1期生であった。
- 1995年 - 謝晋監督の『女児谷』にヒロイン役で出演、TVドラマ『姐姐妹妹闖北京』でヒロイン役でテレビデビュー。
- 1996年 - 全国1位の成績で北京電影学院演技科本科に入学[1]。
- 1998年 - 作家瓊瑤によるTVドラマ『還珠姫〜プリンセスのつくりかた〜』でヒロインの小燕子を演じた。平均視聴率は45パーセントを超え、中国の視聴率統計以来の最高記録を破り、全アジアでも大人気。このドラマで第17回中国ドラマ金鷹賞の最優秀主演女優賞を受賞[2]。
- 1999年 - 『還珠姫 〜プリンセスのつくりかた〜』第2部の平均視聴率は50パーセントを超えた。同年、歌手としても大活躍、瓊瑤は彼女一人だけのために「可人レコード」を作った。EMIにより発行したアルバム『Swallow』、『Magic of Love』は2枚とも売上が百万枚を突破した。
- 2000年 - 中国中央電視台春節聯歓晩会の司会を担当。この頃から徐静蕾（シュー・ジンレイ）、周迅（ジョウ・シュン）、章子怡（チャン・ツィイー）の3人に加えて、四小花旦（中国語版）（四大若手女優）と呼ばれるようになる。
- 2001年 - 中国中央電視台正月正歌会の司会を担当。中国中央電視台製のTVドラマ『情深深雨濛濛』は当年度の視聴率トップ1になり、AVEXにより3枚目のアルバム『ラストの別れ』を発行。チャウ・シンチー（周星馳）監督作品『少林サッカー』に阿梅役で出演、興行収入は香港の最高記録を破った。12月3日、雑誌『時装』2001年第9期号で着用した黒色のワンピースに旭日旗に酷似した模様が入っており、問題となる。ヴィッキーのマネージャーはインタビューに「ヴィッキーは雑誌側の要求に応えて撮影しただけ」と答えている[3]。この問題は「軍旗裝事件」と呼ばれ、ちょうど小泉純一郎首相（当時）の靖国神社参拝が問題になっていた時期と重なって、中国全土からバッシングを受ける。いくつかのメディアがヴィッキーが謝罪しない限りはヴィッキーに関するテレビや映画の情報は報道しないという、"締め出し"を行うと宣言[4]。事態を重く見た、ヴィッキーは後日、「歴史認識の浅さと悲惨な歴史に対する鈍感さを痛感し、知らないうちに多くの人々を傷つけてしまったことを深く反省しています。」といった内容の謝罪文を発表した。なお、写真を掲載した『時装』の企画部長は仕事を辞める意向を示した[5]。
- 2002年 - ジェフ・ラウ（劉鎮偉）監督、ウォン・カーウァイ（王家衛）製作の『天下無双』で、第39回台湾映画金馬賞、第47回亜太影展の最優秀助演女優賞にノミネートされた。同年、第7回中国映画華表賞受賞式の司会を担当。
- 2003年 - 『マイ・ドリーム・ガール』『緑茶』『ヘブン・アンド・アース 天地英雄』(中井貴一共演)、『デスパレート 愛されてた記憶』の4本の映画が上映。
- 2004年 - 仕事上のパートナーの女性に暴行を加えるよう指示したという中国で報道されたが、ヴィッキー側は事件への関与を否定した[6]。翌年にも暴行事件疑惑が浮上しているが、こちらも否定している[7]。維京レコードと契約し、発行した4枚目のアルバム『飄』は数多くの音楽賞を受賞。
- 2005年 - フォ・ジェンチイ（霍建起）監督の『初恋の想い出』での演技は好評を得た。第8回上海国際映画祭、第11回中国映画華表賞、第8回長春映画祭の最優秀女優賞を受賞。同年、中国中央電視台製のTVドラマ『京華煙雲』は当年度の視聴率トップ1になり、中国ドラマ飛天賞の最優秀女優賞にノミネートされた。5枚目のアルバム『ダブル』の売上は中国年度レコード売上ランキング3位になり、MTVアジア大賞受賞。
- 2006年 - 北京電影学院監督科の大学院生として入学。香港ニューウェーブ監督アン・ホイと2度目のタッグを組んだ『おばさんのポストモダン生活』は第43回台湾映画金馬賞、第27回香港電影金像奨の最優秀助演女優賞にのノミネートされた。米ピープル誌の「世界で最も美しい100人」に選ばれた[8]。監督業に興味を示し、北京電影学院の研究課程で撮影技術を学んでいた。しかし、2008年度分の授業料2万5000元（約36万円）を滞納していると学校側から通告され、問題となった[9]。後日、ヴィッキーは授業料を支払い「支払い方法が複雑で放置していた。新聞を見た家族が慌てて電話をしてきたので、手続きを急ぎました」と釈明した[10]。
- 2007年 - 本木雅弘と共演した『夜の上海』は日中国交正常化三十周年の記念作品になった。MBOXレコードと契約し、6枚目のアルバム『天使のスーツケース』を発行するとともに、そのタイトル曲のMV監督を担当。Music Radioランキング最優秀レコードと音楽風雲榜の最優秀女性歌手を受賞。
- 2008年 - ジョン・ウー（呉宇森）監督の『レッドクリフ』二部作は『タイタニック』が長年保った興行収入の記録を破り、全アジアで強い反響を引き起こした。ヴィッキーは2部で孫尚香役を演じ、第28回と29回香港電影金像奨の最優秀助演女優賞にノミネートされた。同年、『画皮 あやかしの恋』に良妻役で出演、その演技力は称賛を得た。春燕賞の最優秀女優賞を受賞、第27回中国電影金雞賞と第3回アジア・フィルム・アワードの最優秀女優賞にノミネートされた。同年、中国の実業家黄有龍とシンガポールで結婚手続を行った。
- 2009年 - 伝説上の人物の映画『ムーラン』で主演、「人民日報」から「完璧に古詩から映画に」との称賛を得た。第29回香港電影金像奨最優秀主演女優賞にノミネートされ、第30回大眾電影百花獎、上海映画批評家大賞、長春映画祭の最優秀主演女優賞を受賞。デジタルで7枚目のアルバム『私たちは皆大監督』を発行。同年、中国電影表演芸術学会が主催する第12回金鳳凰奨の授賞式が開催され、これと並行して同学会の理事選出会議が行われた。新しい副会長として王奎栄（ワン･クイロン）とともに選ばれ、組織の重職に初めて選出されたことに感激もひとしおだったという[11]。学会設立以来最も若い副会長、として話題になった[12]。
- 2010年 - 4月11日にシンガポールで女児を出産し[13]、それ以前に中国の実業家・黄有龍と結婚していたことが明らかとなった[14]。6月に第13回上海国際映画祭のコンペティション部門の審査員として復帰[15]。
- 2011年 - 第20回中国金鶏百花映画祭のアンバサダーに就任。年末にかつてフランス王ルイ16世に属したボルドーロングの夢隴ワイン園(Château Monlot)を購入[16]。
- 2012年 - 『妖魔伝 レザレクション』に靖姫で出演、興行収入は中国最高記録を破った。99点（満点100点）の1位の成績で北京電影学院監督科から卒業、修士学位を得た[17]。フランスの百年歴史を持つジュラード・ドゥ・サンテミリオン（サンテミリオンの騎士団）に騎士勲章を授与された。
- 2013年 - 初監督作の『So Young〜過ぎ去りし青春に捧ぐ〜』の興行収入は7.26億元を超え、中国興行収入の最高記録を持つ女性監督になった。第29回中国電影金雞獎、第22回上海映画批評家大賞の最優秀新人監督賞を受賞。第32回大眾電影百花獎の最優秀監督賞を受賞。第33回香港電影金像奨の最優秀両岸華語映画作品賞を受賞。
- 2014年 - ピーター・チャン（陳可辛）監督の『最愛の子』は第71回ヴェネツィア国際映画祭で上映され、ヴィッキーの演技は国際メディアから好評を得た。「ハリウッド・リポーター」はヴィッキーを「中国のジュリエット・ビノシュ」と褒めた。第34回香港電影金像奨、第22回香港電影評論學會大獎、第15回華語電影傳媒大獎、第22回北京大學生映画祭の最優秀主演女優賞を受賞。
- 2015年 - TVドラマ『TIGER MOM』で主演。中国新財富雑誌の「中国富豪500人」393位[18]。6月、グローマンズ・チャイニーズ・シアターに手形を残った。初めてこの栄耀を受ける中国女優になる。
- 2016年 - ジョニー・トー（杜琪峯）監督の『ホワイト・バレット』に医者役で出演、3月-6月2度目の監督作『没有别的爱』を撮る。9月に第73回ヴェネツィア国際映画祭のコンペティション部門の審査員になった[19]。12月、北京電影学院懐柔新校区の定礎式が行われ、同校卒業生のヴィッキーも駆け付けた。
- 2017年 - 2月22日-23日，北京電影学院に試験官として、自身の大学時代の担任である崔新琴先生と共に受験生の選抜を行った[20]。7月22日-9月，バラエティー番組「中餐庁」中国土曜日の視聴率トップ1になった[21][22]。10月に第30回東京国際映画祭のコンペティション部門の審査員になった。
- 2018年 - 3月に第9回中国映画監督組合賞の審査員になった。
- 2019年 - 1月23日舞台作品『求證』で主演は天橋劇場で初演を迎え。
- 2021年 - 8月27日、出演作から突如名前が削除される。中国メディアでは3つの理由が推測されている。1つ目は、ヴィッキーが設立した芸能事務所に所属する俳優チャン・ジョーハンの「親日騒動」の影響。この年、ドラマ『山河令』でブレークしたチャン・ジョーハンが過去に乃木神社で友人の結婚式に参加していたことや靖国神社を訪れていたことが分かり、封殺の対象となったもの。8月15日の「日本投降76周年」でヴィッキーはウェイボーに愛国メッセージを投稿したが、「（チャン・ジョーハンと）同類だ」という批判コメントに5万4000件の「いいね」が集まっていた。2つ目はヴィッキー自身が2001年に起こした「旭日旗事件」がチャン・ジョーハンの一件によって再びクローズアップされたことによるもの。3つ目は2017年に発生したタックス・ヘイヴン（租税回避地）の利用を暴いた「パラダイス文書」に端を発する騒動で、ヴィッキーはペーパーカンパニーで上場企業を買収しようとしたとして中国当局から向こう5年間の投資活動を禁止されている。

## 主な出演作品

### 映画
- 画魂 愛、いつまでも（画魂 Soul of a Painter、1994年）
- （女児谷 Penitentiary Angel、1995年）
- 東宮西宮（東宮西宮 East Palace West Palace、1996年）
- （縁份2000 Deja Vu、1999年）
- 決戦・紫禁城（決戦紫禁之巓 The Duel、2000年）
- 少林サッカー（少林足球 Shaolin Soccer、2001年）
- （天下無双 Chinese Odyssey 2002、2002年）
- クローサー（夕陽天使 So Close、2002年）
- ヴィッキー・チャオのマイ・ドリーム・ガール（炮制女朋友　My Dream Girl、2003年）
- 緑茶（緑茶 Green Tea、2003年）
- ヘブン・アンド・アース 天地英雄（天地英雄 Warriors of Heaven and Earth、2003年）
- デスパレート 愛されてた記憶（玉觀音 Jade Goddess of Mercy、2003年）
- 初恋の想い出（情人結 A Time to Love、2005年）
- おばさんのポストモダン生活（姨媽的後現代生活 The Postmodern Life of My Aunt、2006年）
- 夜の上海（夜。上海 The Longest Night In Shanghai、2007年）
- 画皮 あやかしの恋（畫皮 Painted Skin、2008年）
- レッドクリフ PartI（赤壁 Red Cliff、2008年）
- レッドクリフ PartII -未来への最終決戦-（赤壁：決戦天下 Red Cliff II、2009年）
- ムーラン（花木蘭 Mulan、2009年）
- 建国大業 （建国大業 Founding of PRC、2009年）
- 処刑剣 14BLADES（錦衣衛 14 Blades、2010年）
- LOVE（愛 LOVE、2011年）第7回大阪アジアン映画祭で『LOVE』の邦題で上映、2012東京／長崎・中国映画週間では『愛』の邦題で上映
- 妖魔伝 レザレクション（畫皮II Painted Skin：The Resurrection、2012年）
- 最愛の子（親愛的 Dearest、2014年）
- （横衝直撞好萊塢 Hollywood Adventures、2015年）
- （港囧 Lost in Hong Kong、2015年）
- ホワイト・バレット（三人行 Three、2016年）
- チェリー・レイン7番地（继园台七号 No.7 Cherry Lane、2019年）
- （両隻老虎 Two Tigers、2019年）

### 舞台作品
- （求證 The Proof、2019年1月23日初演、北京天橋劇場）

### テレビドラマ
- （姐姐妹妹闖北京 1996年、北京テレビ）
- （雨天有故事 1996年、北京テレビ）
- （大魔方 1996年、北京テレビ）
- 還珠姫〜プリンセスのつくりかた〜（還珠格格 My Fair Princess 1998年、湖南テレビ）
- （康熙微服私訪記桂圓記 1998年、北京テレビ）
- （還珠格格 第二部 My Fair Princess II 1999年、湖南テレビ）
- （老房有喜 Old House Has a Joy 1998年、上海テレビ）
- （侠女闖天関 Treasure Venture 2000年、上海テレビ）
- （情深深雨濛濛 2001年 Romance in the Rain 2001年、CCTV）
- （京華煙雲 Moment in Peking 2005年、CCTV）
- （車神 Fast Track Love 2006年、吉林テレビ）
- （謝謝你曾經愛過我 Thank You for Having Loved Me 2007年、上海テレビ）
- （一个女人的史詩 An Epic of a Woman 2009年、江蘇テレビ）
- （虎媽貓爸 TIGER MOM 2015年、上海テレビ）

### バラエティ番組
- （中国達人秀 China's Got Talent 2013年11月 - 2014年1月、上海テレビ）- 審査員
- （中餐廳第一季 Chinese Restaruant season 1 2017年7月22日 - 9月30日、湖南テレビ）- MC
- （中餐廳第二季 Chinese Restaruant season 2 2018年7月20日 - 10月12日、湖南テレビ）- MC

### 声の出演
中国語吹き替え
- ライオン・キング2 シンバズ・プライド  役名：キアラ（The Lion King II: Simba's Pride、1999年）
- シュレック2  役名：フィオナ姫 （Shrek 2、2004年）
- マイ・ブルーベリー・ナイツ  役名：レスリー （My Blueberry Nights、2007年）

ラジオドラマ
- （明天会是晴天、2001年）

### CM
現在
- バーバリー Burberry（2018年2020年）
- フェンディ Fendi（2020年至今）
- シンヨウイビョウ新氧医美（2019年至今）
- ジョニー・ウォーカー Blue Label（2015年至今）
- 歡樂家飲品（2014年至今）
- 愛華尚琥珀（2013至今）
- 西王食用油（2013年至今）
- 美膚寶化粧品（2012年至今）

過去
- ジャガー・ルクルト（2012-2018年）
- 萬和電器（2014-2017年）
- 紅色小象嬰兒用品（2015-2017年）
- ワイス 乳児用粉ミルク（2016年）
- ランドローバー ディスカバリー（2014年）
- Samsung Galaxy Note 3（2013-2014年）
- Artini（2010-2013年）
- Mary Chia（2010-2012年）
- Aussino（2010-2012年）
- Kinohimitsu木の秘密（2010-2012年）
- HOMA冷蔵庫（2009-2011年）
- カネボウ アクア スプリナ（2009-2010年）
- iTO化粧品 （2009-2010年）
- 大白兔牛乳糖（2008-2011年）
- 名人シャンプー（2008-2009年）
- incolour女裝（2006-2015年）
- 好吃點餅乾（2004-2009年）
- 瑪花纖體 Marie France Bodyline（2002-2003、2008年）
- Visdanfo Lighting（2003-2005年）
- 資生堂 オプレ（2003-2004年）
- Red Earth（2000-2002年）
- Amoi（2000-2001年）
- 亮莊シャンプー（2000-2002年）
- 雄風モーター（2000-2001年）
- キヤノン（1999-2000年）
- Robust (1999-2001年)
- 三陽機車（1999年）
- 多力黒芝麻糊（1999-2000年）
- 露露杏仁露（1997年）
- 華龍方便麵（1996-1997年）

## 監督作品
- So Young〜過ぎ去りし青春に捧ぐ〜（致我們終將逝去的青春 So Young、2013年）
- （没有別的愛、未公開）
- （星光、2019年）（ドキュメンタリー）
- （美男子 Handsome Man）

## 脚本作品
- （一刻邂逅 One Encounter、2017年）短編映画

## プロデューサー作品
- （虎媽貓爸 TIGER MOM、2015年）
- （横衝直撞好萊塢 Hollywood Adventures、2015年）（TV）
- （両隻老虎 Two Tigers、2019年）
- （誰都渇望遇見你 Everyone Longs to Meet You、2019年）（TV）
- （美男子 Handsome Man）

## 音楽

### アルバム
- （飛躍時空的精靈 Swallow、1999年）レーベル：EMI
- （愛情大魔咒 Magic of Love、1999年）レーベル：EMI
- 最後一次分手（最後一次分手 Last Seperation、2001年）レーベル：Avex trax
- 飄（飄 Afloat、2004年）レーベル：Virgin Music
- 雙（雙 Double、2005年）レーベル：Virgin Music
- （天使旅行箱 Angel's Suitcase、2007年）レーベル：MBOX
- （我們都是大導演 We're All Great Directors、2009年）レーベル：MBOX

### CD未収録曲
- （為你、2000年）テレビドラマ『侠女闖天関』主題曲
- （唯我獨尊、2001年）映画『少林サッカー』歌曲
- （温暖 with 阿杜、2004年）中国中央電視台春節聯歓晩会の歌曲
- （不要把我的手放開、2006年）テレビドラマ『車神』主題曲
- （這一次、2007年）テレビドラマ『謝謝你曾經愛過我』主題曲
- （愛的使者、2007年）テレビアニメ『福娃』主題曲
- （城市的臉 with 李泉、2007年）上海国際博覧会トップ10宣伝曲
- （好人卡 with 黄暁明、2008年）黄暁明の単発ライブ
- （傾国傾城、2008年）テレビ番組『傾国傾城』主題曲
- （把心照亮 with 陳一凡、2009年）テレビ番組『公益中国』主題曲
- （晩晴 with 李泉、2009年）テレビドラマ『一个女人的史詩』主題曲
- （夢想成真、2011年）第20回中国金鶏百花映画祭主題曲
- （親愛的小孩 with 黄渤/佟大為/郝蕾/張譯、2014年）映画『最愛の子』主題曲
- （左耳、2015年）映画『左耳』主題曲
- （六尺巷、2016年）中国中央電視台春節聯歓晩会の歌曲
- （中餐廳 with 黄暁明、2017年）バラエティ番組『中餐廳』主題曲
- （中餐廳 with 蘇有朋、2018年）バラエティ番組『中餐廳』第二季主題曲

### 作詞・作曲
- 為你（作詞：趙薇、作曲：李沁）2000年

## 受賞歴・記録

### 映画&ドラマ
| 年份   | 結果       | 賞の名                               | 部門                         | 受賞作品                                                |
| ------ | ---------- | ------------------------------------ | ---------------------------- | ------------------------------------------------------- |
| 1999年 | 受賞       | 第17回中国ドラマ金鷹賞               | 最優秀主演女優賞             | 『還珠姫〜プリンセスのつくりかた〜』                    |
| 2001年 | 受賞       | 第1回大眾ドラマ雙十佳藝術家          | 十佳演員                     | 『情深深雨濛濛』                                        |
| 2002年 | ノミネート | 第39回台灣映画金馬賞                 | 最優秀助演女優賞             | 『天下無雙』                                            |
| 2002年 | ノミネート | 第2回華語傳媒大賞                    | 最優秀主演女優賞             | 『少林サッカー』                                        |
| 2004年 | 受賞       | 第11回北京大学生映画祭               | 最も大学生に歓迎された女優賞 | 『ヘブン・アンド・アース 天地英雄』                     |
| 2004年 | ノミネート | 第11回北京大学生映画祭               | 最優秀女優賞                 | 『ヘブン・アンド・アース 天地英雄』                     |
| 2004年 | 受賞       | 第5回華語電影傳媒大賞                | 最も歓迎された女優賞         | 『緑茶』『デスパレート 愛されてた記憶』                 |
| 2004年 | ノミネート | 第5回華語電影傳媒大賞                | 最優秀主演女優賞             | 『デスパレート 愛されてた記憶』                         |
| 2004年 | ノミネート | 第27回大眾映画百花獎                 | 最優秀主演女優賞             | 『ヘブン・アンド・アース 天地英雄』                     |
| 2005年 | 受賞       | 第8回上海国際映画祭                  | 最優秀女優賞                 | 『初恋の想い出』                                        |
| 2005年 | 受賞       | 第10回中国映画表演芸術学会金金鳳凰賞 | 女優賞                       | 『デスパレート 愛されてた記憶』                         |
| 2005年 | 受賞       | 第11回中国映画華表賞                 | 最優秀女優賞                 | 『初恋の想い出』                                        |
| 2006年 | 受賞       | 第8回長春映画祭                      | 最優秀主演女優賞             | 『初恋の想い出』                                        |
| 2006年 | 受賞       | 第2回中国ドラマ風雲盛典              | 最も歓迎された女優賞         | 『京華煙雲』                                            |
| 2006年 | ノミネート | 第2回中国ドラマ風雲盛典              | 最優秀主演女優賞             | 『京華煙雲』                                            |
| 2006年 | ノミネート | 第43回台灣映画金馬賞                 | 最優秀助演女優賞             | 『おばさんのポストモダン生活』                          |
| 2007年 | 受賞       | 第14回北京大学生映画祭               | 最も大学生に歓迎された女優賞 | 『夜の上海』『おばさんのポストモダン生活』              |
| 2007年 | 受賞       | 第10回上海国際映画祭                 | 傳媒賞-最受關注女優賞        | 『夜の上海』                                            |
| 2007年 | ノミネート | 第26回中国ドラマ飛天賞               | 最優秀女優賞                 | 『京華煙雲』                                            |
| 2008年 | ノミネート | 第27回香港電影金像奨                 | 最優秀助演女優賞             | 『おばさんのポストモダン生活』                          |
| 2008年 | ノミネート | 第7回華語電影傳媒大賞                | 最優秀助演女優賞             | 『おばさんのポストモダン生活』                          |
| 2009年 | ノミネート | 第28回香港電影金像奨                 | 最優秀助演女優賞             | 『レッドクリフ PartI』                                  |
| 2009年 | ノミネート | 第3回アジア・フィルム・アワード      | 主演女優賞                   | 『画皮 あやかしの恋』                                   |
| 2009年 | ノミネート | 第27回中国電影金雞賞                 | 最優秀主演女優賞             | 『画皮 あやかしの恋』                                   |
| 2009年 | 受賞       | 第2回ベトナムDAN映画大賞             | 最も歓迎された中華女優賞     | 『画皮 あやかしの恋』                                   |
| 2009年 | 受賞       | 第12回中国映画表演芸術学会金金鳳凰賞 | 特別賞                       | 『夜の上海』『画皮 あやかしの恋』『レッドクリフ PartI』 |
| 2010年 | ノミネート | 第29回香港電影金像奨                 | 最優秀主演女優賞             | 『ムーラン』                                            |
| 2010年 | ノミネート | 第29回香港電影金像奨                 | 最優秀助演女優賞             | 『レッドクリフ PartII -未来への最終決戦-』              |
| 2010年 | 受賞       | 第3回ベトナムDAN映画大賞             | 最も歓迎された中華女優賞     | 『ムーラン』                                            |
| 2010年 | 受賞       | 第17回北京大学生映画祭               | 最も大学生に歓迎された女優賞 | 『処刑剣 14BLADES』                                     |
| 2010年 | 受賞       | 第19回上海映画批評家大賞             | 最優秀女優賞                 | 『ムーラン』『処刑剣 14BLADES』                         |
| 2010年 | 受賞       | 第10回長春映画祭                     | 最優秀主演女優賞             | 『ムーラン』                                            |
| 2010年 | 受賞       | 第30回大眾電影百花獎                 | 最優秀主演女優賞             | 『ムーラン』                                            |
| 2010年 | 受賞       | 第16回北京文聯春燕賞映画部門         | 最優秀主演女優賞             | 『画皮 あやかしの恋』                                   |
| 2011年 | 受賞       | 第4回中国農民映画祭                  | 最も農民に歓迎された女優賞   | 『処刑剣 14BLADES』                                     |
| 2012年 | 受賞       | 第8回廣州大学生映画祭                | 最も大学生に歓迎された女優賞 | 『妖魔伝 レザレクション』                               |
| 2012年 | 受賞       | 第8回廣州大学生映画祭                | 最受大學生歡迎角色           | 靖公主（『妖魔伝 レザレクション』）                     |
| 2013年 | 受賞       | 第6回ベトナムDAN映画大賞             | 最も歓迎された中華女優賞     | 『妖魔伝 レザレクション』                               |
| 2013年 | 受賞       | 第22回上海映画批評家大賞             | 最優秀新人監督賞             | 『So Young〜過ぎ去りし青春に捧ぐ〜』                    |
| 2013年 | 受賞       | 第29回中国電影金雞獎                 | 最優秀新人監督賞             | 『So Young〜過ぎ去りし青春に捧ぐ〜』                    |
| 2013年 | 受賞       | 第9回中美映画祭                      | 最優秀監督賞                 | 『So Young〜過ぎ去りし青春に捧ぐ〜』                    |
| 2013年 | ノミネート | 第50回台灣電影金馬獎                 | 最優秀新人監督賞             | 『So Young〜過ぎ去りし青春に捧ぐ〜』                    |
| 2014年 | ノミネート | 第5回中国映画監督組合賞              | 最優監督賞                   | 『So Young〜過ぎ去りし青春に捧ぐ〜』                    |
| 2014年 | ノミネート | 第5回中国映画監督組合賞              | 最優秀新人監督賞             | 『So Young〜過ぎ去りし青春に捧ぐ〜』                    |
| 2014年 | 受賞       | 第32回大眾電影百花獎                 | 最優秀監督賞                 | 『So Young〜過ぎ去りし青春に捧ぐ〜』                    |
| 2014年 | 受賞       | 第10回中美映画祭                     | 最優秀主演女優賞             | 『最愛の子』                                            |
| 2014年 | ノミネート | 第51回台灣電影金馬獎                 | 最優秀主演女優賞             | 『最愛の子』                                            |
| 2015年 | 受賞       | 第21回香港電影評論學會大獎           | 最優秀女優賞                 | 『最愛の子』                                            |
| 2015年 | ノミネート | 第9回アジア・フィルム・アワード      | 主演女優賞                   | 『最愛の子』                                            |
| 2015年 | 受賞       | 第34回香港電影金像奨                 | 最優秀主演女優賞             | 『最愛の子』                                            |
| 2015年 | 受賞       | 第22回北京大学生映画祭               | 最優秀女優賞                 | 『最愛の子』                                            |
| 2015年 | ノミネート | 第30回中国電影金雞獎                 | 最優秀主演女優賞             | 『最愛の子』                                            |
| 2015年 | 受賞       | 第15回華語電影傳媒大賞               | 最優秀主演女優賞             | 『最愛の子』                                            |
| 2015年 | ノミネート | 第13回四川TVフェスティバル           | 最優秀主演女優賞             | 『TIGER MOM』                                           |
| 2015年 | ノミネート | 第20回アジア・テレビジョン・アワード | 最優秀主演女優賞             | 『TIGER MOM』                                           |
| 2016年 | ノミネート | 第22回上海TVフェスティバル           | 最優秀主演女優賞             | 『TIGER MOM』                                           |
| 2016年 | ノミネート | 第33回大眾電影百花獎                 | 最優秀主演女優賞             | 『最愛の子』                                            |

### 歌手
2005年
- 第5回音楽風雲榜 中国大陸で最も人気のある女性歌手賞

2006年
- 第12回全球華語音楽榜中榜 中国大陸で最も人気のある女性歌手賞[28]
- 第13回東方風雲榜 最も人気のある女性歌手賞
- 第7回MTV Asia Awards 中国大陸で最も人気のある歌手賞

2007年
- MTV超級盛典 最も風格ある歌手賞（中国部門）[29]
- 第4回アジア・ソング・フェスティバル 中国大陸で最も人気のある歌手賞

2008年
- 第8回音楽風雲榜 最優秀女性歌手賞（中国大陸部門）[30]

### その他
2002年
- 「FHM」シンガポール版 世界で最もセクシーな女性100人 第2位

2004年
- 「FHM」シンガポール版 世界で最もセクシーな女性100人 第2位
- 「FHM」タイ王国版 世界で最もセクシーな女性100人 第3位
- 中国ピエール・カルダン賞 流行人物特別賞[31]

2005年
- 第四回中国国際美容時尚週·中国で最も売れた人の顔 第1位[32]

2006年
- 米雑誌「フォーブス」の「最も美しい100人」

2007年
- 中国で最も売れた10人の顔 第3位[33]
- 大陸明星公衆形象排行榜 好印象№1[34]

2008年
- 米雑誌「フォーブス」アジア版 中国で最も有名な著名人7位[35]